# Troubadour (K'naan)
Troubadour è il terzo album in studio del rapper canadese K'naan, pubblicato il 24 febbraio 2009 dalla A&M Octone Records.
Per la realizzazione del disco, il cantante si è avvalso della collaborazione di numerosi artisti, quali Kirk Hammett dei Metallica, Adam Levine dei Maroon 5, Chali 2na e Mos Def.

## Tracce
1. T.I.A. – 3:38
2. ABCs (featuring Chubb Rock) – 3:09
3. Dreamer – 4:32
4. I Come Prepared (featuring Damian Marley) – 4:08
5. Bang Bang (featuring Adam Levine of Maroon 5) – 3:06
6. If Rap Gets Jealous (featuring Kirk Hammett of Metallica) – 3:39
7. Wavin' Flag – 3:40
8. Somalia – 3:33
9. America (featuring Mos Def & Chali 2na) – 4:45
10. Fatima – 5:01
11. Fire in Freetown – 4:36
12. Take a Minute – 4:06
13. 15 Minutes Away – 4:56
14. People Like Me – 6:16

Tracce bonus nell'edizione di Amazon.com
1. Wavin' Flag (featuring will.i.am of The Black Eyed Peas & David Guetta) – 3:30
2. Wavin' Flag (Coca-Cola Celebration Mix) – 3:32
3. Wavin' Flag (featuring David Bisbal) (Coca-Cola Celebration Spanish Mix) – 3:52
4. Biscuit – 3:49

Tracce bonus nella Champion Edition
1. Does It Really Matter – 3:54
2. Wavin' Flag (Coca-Cola Celebration Mix) – 3:32
3. Wavin' Flag (featuring will.i.am of The Black Eyed Peas & David Guetta) – 3:30 – presente soltanto nell'edizione britannica